# Duke Jordan
Irving Sidney Jordan (New York, 1 april 1922 - 8 augustus 2006) was een Amerikaanse jazzpianist.

## Carrière
Na acht jaar pianoles te hebben gehad (1930 tot 1938) begon in 1941 zijn professionele carrière bij de band van Coleman Hawkins. In 1946 speelde hij bij Roy Eldridge en Teddy Walters. Bekend werd Jordan tussen 1947 en 1948 als een geregeld lid van Charlie Parkers kwintet (Charlie Parker Memorial, Vol. 1, Bird on 52nd St. (1948) en bij de Jazz at the Philharmonic-tournee). Daarna begeleidde hij een tijdlang Sonny Stitt en Stan Getz en speelde hij met Roy Eldridge en Oscar Pettiford. Zijn solocarrière begin in het midden van de jaren 1950 met albums voor het jazzlabel Signal Records en Savoy Records, waaronder Do It Yourself Jazz en de lp Duke Jordan Trio & Quintett met Cecil Payne, Eddie Bert, Percy Heath en Art Blakey. Op dit moment componeerde hij ook de jazzstandard Jordu. 
Nadat hij in New York een eigen trio had, ging hij in 1959 naar Parijs, waar hij samen met Thelonious Monk de filmmuziek schreef voor Les Liaisons Dangereuses. Tijdens de jaren 1960 speelde hij weer in New York. Vanaf 1973 begon hij een omvangrijke reeks albums op te nemen voor SteepleChase Records.

## Privéleven en overlijden
Van 1952 tot 1962 was hij getrouwd met de jazzzangeres Sheila Jordan. Sinds 1978 was hij woonachtig in Kopenhagen. Duke Jordan overleed in augustus 2006 op 84-jarige leeftijd.
- Bibsys: 1007193
- Biblioteca Nacional de España: XX1572549
- Bibliothèque nationale de France: cb13895757x (data)
- CiNii: DA16577630
- Gemeinsame Normdatei: 119146096
- International Standard Name Identifier: 0000 0000 7839 7141
- Library of Congress Control Number: n83231137
- MusicBrainz: 18288a13-0259-4a44-a9dc-558229fbfdd2
- Nationale Bibliotheek van Tsjechië: ola2002157402
- Nederlandse Thesaurus van Auteursnamen: 073165034
- Réseau des bibliothèques de Suisse occidentale: 02-A003430675
- Istituto Centrale per il Catalogo Unico: LO1V267280
- SNAC: w6cv606t
- Système universitaire de documentation: 156625342
- Virtual International Authority File: 84969788
- WorldCat: E39PBJvd3C3PmDXjt8BrfMJYyd